# Voyage autour de ma chambre
Voyage autour de ma chambre (no Brasil: Viagem em volta do meu quarto / Viagem à roda do meu quarto) é um livro do escritor francês Xavier de Maistre publicado originalmente em 1794
O autor compôs esta pequena obra aos 27 anos. Ele a complementou em várias ocasiões e, em 1794, deixou o manuscrito em Lausanne com seu irmão mais velho Joseph, que o publicou à revelia do autor.
O romance consiste em 42 capítulos curtos. De Maistre escreveu depois uma continuação, Expédition nocturne autour de ma chambre (Expedição noturna ao redor do meu quarto). Ironizando os grandes relatos de aventura, a obra mostra que é possível viajar pelo mundo inteiro sem sair do próprio quarto. Trata-se, segundo o autor, "de uma nova maneira de viajar que estou introduzindo no mundo". "O prazer que se encontra em viajar dentro de seu quarto está ao abrigo da inveja inquieta dos homens e não depende da fortuna."
“Seu texto é uma ode à meditação, uma defesa da indecisão, uma crítica aos planejadores: mesmo num espaço restrito, a imaginação opta por vaguear, a memória nos engana. Uma sala, por menor que seja, encobre potencialidades desconhecidas. Cada um dos objetos que lá se instalou torna-se uma fonte de reflexão e devaneio."

## Resumo
Obviamente sob forte influência de Sterne, o jovem Xavier de Maistre escreveu o supremo diário de viagem da imaginação. O herói desta obra, um precursor do Oblomov de Goncharov, mostra a capacidade do artista de criar a partir de seu próprio mundo interior sem os estímulos de lugares, pessoas e eventos externos. O autor, um oficial do exército na Itália na época, havia sido posto em prisão domiciliar por ter participado de um duelo. Durante os quarenta e dois dias de confinamento em seus aposentos, com apenas a companhia de um fiel criado e seu cão de estimação, de Maistre se divertiu com um experimento literário bastante ousado. Fisicamente, a "viagem" do autor se limita aos objetos em seu quarto: a cama, a poltrona, a escrivaninha e a janela. Mas, espiritualmente, ele faz importantes descobertas sobre si mesmo e sobre seus próprios recursos intelectuais. Temos um misto de voos da imaginação, reminiscências, digressões sobre as viagens da alma livre do corpo (o "outro"), descrições dos quadros pendurados na parede, reflexões sobre os livros da biblioteca, etc.

## Influência
Ao se dirigir ao leitor na introdução de Memórias Póstumas de Brás Cubas, Machado de Assis admite ter sido influenciado por de Maistre: "Trata-se, na verdade, de uma obra difusa, na qual eu, Brás Cubas, se adotei a forma livre de um Stern de um Lamb ou de um de Maistre, não sei se lhe meti algumas rabugens de pessimismo."
Na obra Viagens na minha terra de Almeida Garrett, este sugere as segundas intenções da narrativa da sua viagem factual a Santarém, ao associá-la ao que é essencialmente uma viagem psicológica, «un dialogue entre mon âme et l'autre»: a irónica e também sterniana Voyage autour de ma chambre de Xavier de Maistre. Em Portugal, diz Garrett, com o clima português, Xavier de Maistre «ao menos ia até ao quintal».